# Stars and Stripes (Band)
Stars and Stripes ist eine US-amerikanische Oi!/Hardcore-Punk-Band aus Boston. Sie stammt aus dem Umfeld der Band Slapshot und erregte in den 1980ern wegen der proamerikanischen, patriotischen und „stellenweise leicht xenophobische Züge“ tragenden Texte eine hohe Aufmerksamkeit in der Punkszene.

## Geschichte
Jack Kelly, Jordan Wood und Mark McKay gründeten Stars and Stripes als Sideproject 1989. Die Band spielte typischen englischen Oi! im Stile der 4-Skins und Red Alert, dem sie amerikanische Hardcore-Punk-Elemente beimischte. 1989 wurde eine 7’’-EP namens Drop the Bomb über das US-amerikanische Label Vulture Rock veröffentlicht. Kurz darauf veröffentlichte Jack Kelly über sein eigenes Label Patriot Records das Debütalbum Shaved for Battle. Im originalen Line-up spielte die Band am 11. November 1989 einen einzigen Gig in Allston, Massachusetts. An diesem Abend waren auch die anderen Patriot-Records-Bands Forced Reality und The Bruisers zugegen. Für spätere Livekonzerte wurden Jeff Morris und Scotty Davies von The Bruisers engagiert. Die Band blieb bis 2002 inaktiv. In der Zwischenzeit wurde die Drop the Bomb-7’’ neu aufgelegt und Taang! Records veröffentlichten 1998 eine Neuauflage des Debüts mit der 7’’.
2002 kam Chris Lauria als fester Bassist in das Line-up und die Gruppe begann erneut aufzutreten. 2002 erschien das zweite Album One Man Army auf I Scream Records.

## Texte und Kontroverse
Die Texte des Debütalbums zeigen starke Bezüge zur britischen Oi!-Szene auf. erwähnt werden Red Alert und die 4-Skins, die auch musikalisch Inspirationsquelle waren. Von der britischen Oi!-Bewegung wurden auch die Themen der meisten Lieder entnommen. So beschäftigt sich das Album mit der Skinhead-Gang-Kultur, der Working-Class und dem Kampf auf der Straße bei Liedern wie Doc Marten Army, Street Kids, Shaved for Battle oder Gang Riot. Explizit auf US-amerikanische Verhältnisse zielt American Oi! ab. Dieses Lied ist ebenfalls patriotisch gehalten. Das Lied The Power and the Glory setzt sich wiederum für Vietnamkriegsveteranen ein, hetzt aber gleichzeitig gegen die Sowjetunion. Xenophobe Elemente enthält das Lied In the Right, das Ausländer dafür verantwortlich macht, dass US-Amerikaner keine vernünftigen Jobs mehr erhalten.
Gerade diese umstrittenen Lieder führten immer wieder dazu, dass die Band in Aufzählungen von rechtsextremen Bands geführt wird. In Deutschland erschien eine Version des Debütalbums über das rechtsextreme Label Rock-O-Rama, wobei unklar ist, ob diese Veröffentlichung als Bootleg oder als Lizenzpressung  zu werten ist. Die fragliche CD enthält keinen Hinweis auf Rock-O-Rama. Jack Kelly selbst versteht Stars and Stripes als Spaßprojekt und dem Versuch klassischen Oi! zu spielen. Die Texte seien schon als kalkulierte Provokation und ironisch zu verstehen. Ebenso weist Kelly jedwede rechtsextreme Gesinnung von sich und verweist auf die ansonsten antifaschistische Ausrichtung seiner anderen Bands.

## Diskografie
- 1989: Drop the Bomb (7’’, Vulture Rock)
- 1989: Shaved for Battle (CD/LP, Patriot Records)
- 2002: One Man Army (CD/LP, I Scream Records)
- 2015: Planet of the States (CD/LP, Olde-Thyme-Records)